# Albatros L 58
L'Albatros L 58 fu un monomotore ad ala alta da trasporto leggero ad uso civile sviluppato dall'azienda tedesca Albatros Flugzeugwerke GmbH nei primi anni venti.
Costruito in sette esemplari venne utilizzato come aereo di linea da alcune compagnie aeree tedesche del periodo.

## Storia del progetto
Con il termine della prima guerra mondiale e la ratifica del Trattato di Versailles da parte delle nazioni che vi avevano partecipato, l'aviazione dell'oramai smembrato Impero tedesco era stata drasticamente ridotta ed i voli, dopo che inizialmente vennero vietati, ripresero solo dopo qualche tempo limitatamente ai servizi di trasporto civile. La timida rinascita del mercato dell'aviazione nella neofondata Repubblica di Weimar indusse alcune aziende a sviluppare nuovi modelli espressamente progettati per sostituire i pochi velivoli residuati bellici convertiti a tale scopo cercando così di sopravvivere alla crisi economica del settore.
L'Albatros, dopo aver avviato un progetto dall'impostazione tecnica oramai obsoleta, l'L 56 a configurazione alare biplana e cabina di pilotaggio aperta, rispetto ai progetti presentati e sviluppati dalle aziende concorrenti nello stesso periodo, i monoplani tedeschi Junkers F 13 e Sablatnig P.III e l'ora olandese Fokker F.II, ed averlo abbandonato avendo compreso l'impossibilità di competere con dei velivoli più avanzati su difficile mercato dell'aviazione civile, decisero di adottare la tecnologia dell'ala monoplana a sbalzo.
Identificato come L 58 il nuovo modello era caratterizzato da una cellula che abbinava un corto naso, il quale inglobava l'apparato propulsore e superiormente l'abitacolo aperto destinato al pilota, e lo scompartimento passeggeri chiuso quasi interamente ubicato sotto l'ala, ad una velatura ad ala alta, un unico elemento a sbalzo di grande spessore che integrava al suo interno lo scompartimento per i bagagli ed i serbatoi di combustibile.
Il prototipo, terminato nel 1923, venne equipaggiato con un motore Rolls-Royce Falcon da 240 hp (179 kW).

## Descrizione tecnica
L'L 58 era dotato di una fusoliera nella quale l'abitacolo di pilotaggio era aperto e ricavato anteriormente dietro al motore, montato sul muso, e davanti all'ala alta a sbalzo. La stessa proseguiva con la sezione adibita al trasporto passeggeri, dotata di sei ampi finestrini, alla quale si accedeva tramite un portello laterale, e terminava in un piano di coda dall'impennaggio monoderiva. Il carrello d'atterraggio era fisso con un pattino d'appoggio montato posteriormente.

## Versioni
L 58
versione equipaggiata con un motore Rolls-Royce Eagle III e dotata di cabina passeggeri con 5 posti a sedere.
L 58a
versione equipaggiata con un motore Maybach Mb.IVa e dotata di cabina passeggeri con 6 posti a sedere.

## Utilizzatori
Germania
- Deutsche Aero-Lloyd
- Deutsche Luft Hansa (DLH)
- Deutsche Luft-Reederei

[[File:
Flag of the Soviet Union (1936 – 1955).svg|class=noviewer|
Unione Sovietica (bandiera)|border|20x16px]] Germania-Unione Sovietica
- Deruluft